# Milton (Musikprojekt)
Milton ist ein deutsches Musikprojekt, bestehend aus dem Produzenten Olsen Involtini und dem Sänger Sky Sci Fire.

## Geschichte
Beginn der musikalischen Zusammenarbeit war das Hörbuch Top Hit leicht gemacht. In 50 Minuten an die Spitze der Charts, für welches Involtini die musikalische Untermalung erstellte. Der Halbbrasilianer Sky Sci Fire (kurz Sky) übernahm den Gesang zum Lied für das Hörspiel I Can See It in Your Eyes, das 2002 als Single veröffentlicht wurde und Platz 34 der deutschen Charts erreichte. 2003 folgte die Single This Could Be the Lovesong, die nur noch Platz 84 in den Musikcharts belegte. Für weitere Produktionen wurde der deutsche Produzent und Sänger Wayne Jackson in das Projekt geholt, es folgten jedoch keine kommerziell erfolgreichen Stücke mehr.

## Diskografie
Singles
- 2002: I Can See It in Your Eyes (feat. Sky Sci Fire)
- 2003: This Could Be the Lovesong (feat. Sky Sci Fire)